# Lorenz Spengler

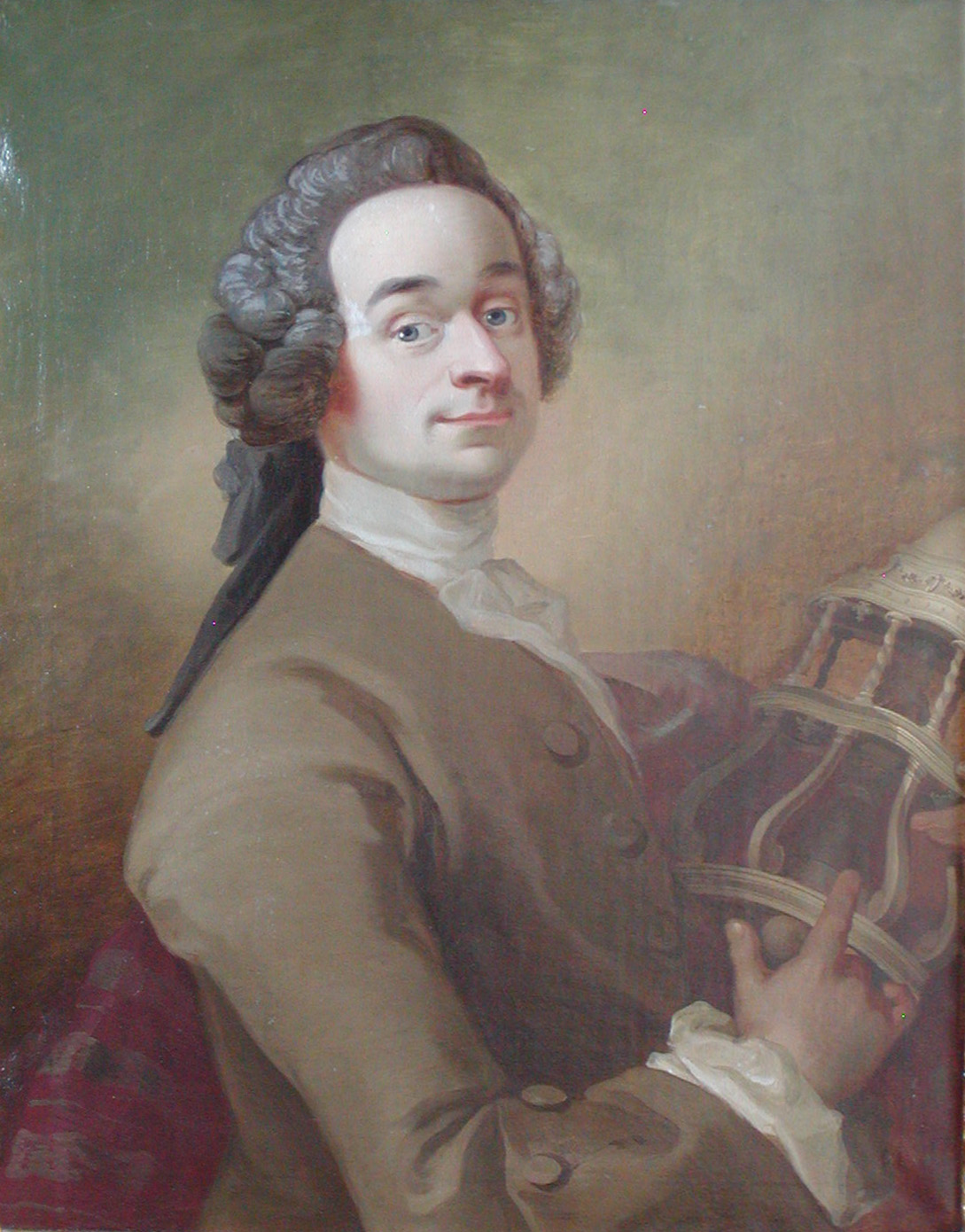
Portret van Lorenz Spengler (1751)

Lorenz Spengler (Schaffhausen (Zwitserland), september 1720 – Kopenhagen, 20 december 1807) was een Zwitsers amber- en ivoordraaier en zoöloog die actief was in Denemarken.
Hij leerde zijn stiel bij Johannes Martin Teuber in Regensburg van 1734 tot 1739, waarna hij naar Zwitserland terugkeerde en in Schaffhausen en Berne leefde tot 1742. In 1743 trok hij naar Engeland, waar hij kennis maakte met de Duitse kunstenaars Marcus Tuscher en Johann Lorenz Natter, die hij nog datzelfde jaar volgde naar Kopenhagen. Daar werkte hij als draaier tot 1745, toen hij een benoeming kreeg aan het koninklijk hof van Christiaan VI en later van Frederik V. Hij bleef er werken tot aan zijn dood in 1807.
Veel van zijn amberen stukken waren gebaseerd op ontwerpen van Tuscher. Verschillende werken in amber gingen verloren, maar vele andere zijn bewaard gebleven in Slot Rosenborg. Spengler was ook een bekende concholoog en natuurwetenschapper.
Een aantal dieren zijn naar hem vernoemd, zoals de kogelvis Sphoeroides spengleri en de schildpaddensoort Spenglers aardschildpad Geoemyda spengleri.

## Werken
- 1790. Beskrivelse og Oplysning over den hidindtil lidet udarbeidede Sloege af Mangeskallede Konchylier, som Linnæus har kaldet Lepas, med tilsøiede nye og ubeskrevne Urter. Skrivter af Naturhistorie-Selskabet 1:158—212.